# AC Semassi
 (juillet 2017).
Si vous disposez d'ouvrages ou d'articles de référence ou si vous connaissez des sites web de qualité traitant du thème abordé ici, merci de compléter l'article en donnant les références utiles à sa vérifiabilité et en les liant à la section « Notes et références ».
Actualités
Semassi FC est un club togolais de football basé à Sokodé.

## Histoire
Fondé en 1978, le Semassi FC de Sokodé est l’un des clubs les plus titrés du football togolais. Il détient le record du plus grand nombre de titres de champion du Togo, avec dix sacres en première division remportés en 1978, 1979, 1981, 1982, 1983, 1993, 1994, 1995, 1999 et 2014. Le club s'est également illustré en Coupe du Togo, qu’il a remportée à quatre reprises (1980, 1982, 1990) et où il a été finaliste malheureux en 1987 et 1995. En 2016, Semassi FC a ajouté un autre trophée à son palmarès en décrochant la Supercoupe du Togo, bien qu’il ait échoué en finale l’année suivante. Sur la scène continentale, le club a marqué l’histoire en atteignant les demi-finales de la Coupe des clubs champions africains en 1984, un exploit qui reste l’une de ses plus belles performances en compétitions africaines.
Le Semassi FC évolue au Stade municipal de Sokodé, qui dispose d’une capacité de 10 000 places.

## Palmarès
- Championnat du Togo (10)  (record)[5] :
  - Champion : 1978, 1979, 1981, 1982, 1983, 1993, 1994, 1995, 1999, 2014

- Coupe du Togo (3)[6]
  - Vainqueur : 1980, 1982, 1990
  - Finaliste : 1987, 1995

- Supercoupe du Togo (1)
  - Vainqueur : 2016
  - Finaliste : 2017

- Coupe des clubs champions africains
  - Demi-finaliste en 1984